# Aravind Srinivas
Pour les articles homonymes, voir Srinivas.
Aravind Srinivas, né en 1994 à Madras, est un ingénieur informaticien et homme d'affaires indo-américain. Il est connu pour avoir fondé l’entreprise Perplexity AI, qui développe un moteur de recherche dont la technologie utilise l'intelligence artificielle.

## Biographie

### Jeunesse et études
Aravind Srinavas naît et grandit à Madras, au sud de l'Inde, dans une famille tamoule. Initialement  recalé en informatique, il suit des études en génie électrique à l'Institut indien de technologie de cette ville,,. Par la suite, il soutient une thèse en informatique à l'Université de Californie à Berkeley.

### Premières expériences professionnelles
Aravind Srinavas travaille notamment dans l'entreprise OpenAI ainsi que chez Google.

### Fondation de Perplexity
En août 2022, il fonde Perplexity AI. L'ambition de cette entreprise est de créer un moteur de recherche associant la productivité et l'accès à la connaissance,.

## Reconnaissance
En 2024, le magazine Time l'inclut dans son classement Time 100.